# Clarice Beckettová
Clarice Marjoribanks Beckettová (21. březen 1887 Casterton – 7. červenec 1935 Melbourne) byla australská malířka, reprezentující australské tonalistické hnutí. Její obrazy se specifickou mlhavou atmosférou jsou zastoupeny ve sbírkách hlavních australských veřejných galerií.

## Život a dílo
Clarice Beckettová byla dcerou bankovního úředníka Josepha Clifdena Becketta a jeho manželky Elizabeth Kate, rozené Brownové. Její umělecké nadání se začalo projevovat během studia na střední škole v Ballaratu, kde také chodila na soukromé lekce kresby. Od roku 1914 navštěvovala školu Národní galerie v Melbourne, kde byl tři roky jejím učitelem Frederick McCubbin. V roce 1917 studovala devět měsíců u Maxe Meldruma, jehož kontroverzní teorie se staly klíčovým faktorem v její vlastní umělecké praxi. Tvrdil, že malba je čistá věda optické analýzy a věřil, že malíř by se měl snažit vytvořit přesnou iluzi prostorové hloubky pečlivým pozorováním tónových a tónových vztahů v přírodě (odstíny světla a tmy) a spontánním zaznamenáváním v pořadí, v jakém byly přijaty okem. Je třeba ignorovat veškeré přikrašlování, příběhy a literární odkazy.
V roce 1919 se její rodina v roce 1919 přestěhovala do Beaumaris v melbournském zálivu. Beckettová pečovala o své stárnoucí rodiče, což jí neumožňovalo plně se věnovat umělecké kariéře. Mohla chodit malovat své plenérové obrazy jen časně ráno nebo za soumraku a její obrazy většinou zachycují jen blízké okolí bydliště, kam putovala se svým domácím vozíkem naplněným malířským vybavením. Malovala krajinu kolem moře u Beaumaris, venkovské a předměstské scény, často zahalené do atmosférických efektů prvních rána nebo večerů. Snažila se interpretovat své vlastní omezené prostředí v jemných vztazích tvaru, barvy a kompozice. Právě tlumená, mlhavá nálada a rozptýlené světlo těchto denních dob se staly typickým projevem její tvorby.  Beckettová objasnila své umělecké cíle v katalogu doprovázejícím šestý ročník výstavy "Twenty Melbourne Painters" v roce 1924:‎ ‎„Upřímně a pravdivě vylíčit část krásy přírody a ukázat kouzlo světla a stínu, které se snažím rozdávat správnými tóny, abych co nejvíce poskytla přesnou iluzi reality. ‎“ 
Malovala rychle a nutkavě, nikdy nepřepracovávala a zřídka podepisovala svá plátna. Dokončovala je doma u kuchyňského stolu, neměla samostatný ateliér. Vystavovala obvykle s ostatními Meldrumovými studenty. Za jejího života bylo prodáno jen velmi málo jejích obrazů, často byly předmětem ostré kritiky v novinách. V roce 1931 byla Beckettová vybrána na první výstavu současného australského umění v newyorském Roerichově muzeu.
V letech 1925–1926 strávila pět měsíců na stanici Naringal ve Wallinduc, západně od Ballaratu, kterou vlastnil bratr její přítelkyně Maud Roweové, která také studovala u Meldruma. Poprvé ve svém životě měla ateliér s rozsáhlým výhledem na krajinu. Její světlé, vzdušné malby z Naringalu patří k nejlepším v australské krajinomalbě. 
V roce 1934 zemřela její matka. Při malování moře u Beaumaris během bouře v roce 1935 Beckettová prochladla a o čtyři dny později zemřela na zápal plic v nemocnici v Sandringhamu. Bylo jí 48 let.  Byla pohřbena na hřbitově Cheltenham v Melbourne.‎
V roce 1936 byla ve výstavní síni Athenaeum v Melbourne uspořádána retrospektivní výstava Clarice Beckettové. 
Po její smrti otec spálil řadu jejích obrazů, protože jim nerozuměl a připadaly mu nepovedené. Její dílo bylo po řadu let opomíjeno nejen rodinou, ale i australskými uměleckými institucemi. Téměř 2 000 jejích obrazů po desetiletí chátralo v kůlně na seno u rodinného domu. V době, kdy byly objeveny, bylo možné zachránit pouze 369. Celkem se dochovalo asi 600 obrazů.  Její dílo znovu objevila historička umění a galeristka Rosalind Hollinraková v roce 1970. Má velkou zásluhu na tom, že se zájem o Clarice Beckettovou oživil i v odborných kruzích a Beckettová začala být považována za představitelku australského modernismu.
V letech 1999 a 2000 se konala retrospektivní výstava pod názvem ‎‎Politicky nekorektní: Clarice Beckettová‎‎, organizovaná ‎‎Muzeem umění Iana Pottera‎‎, ‎‎Univerzitou v Melbourne‎‎ a Rosalind Hollinrake, která navštívila osm národních galerií. ‎ Dílo Clarice Beckettové bylo komplexně zhodnoceno a představeno v Umělecké galerii Jižní Austrálie na výstavě Přítomný okamžik v rámci festivalu v Adelaide pořádaném na jaře 2021 za velkého zájmu veřejnosti.

## Galerie

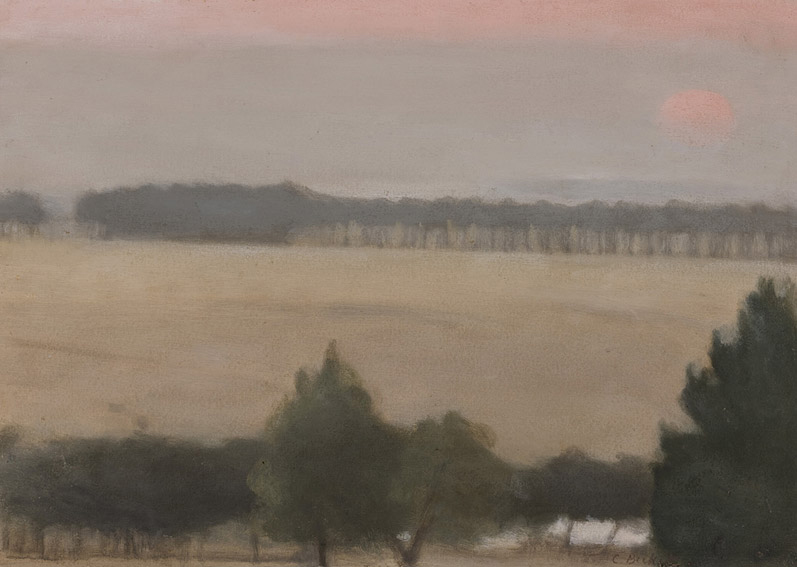
Krajina v Naringale (1926)
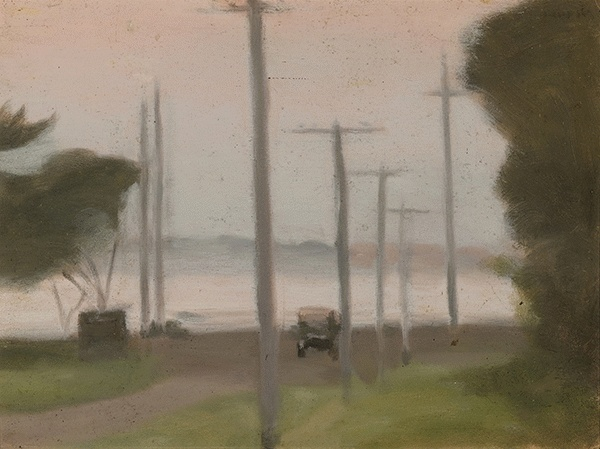
Večer (1927)
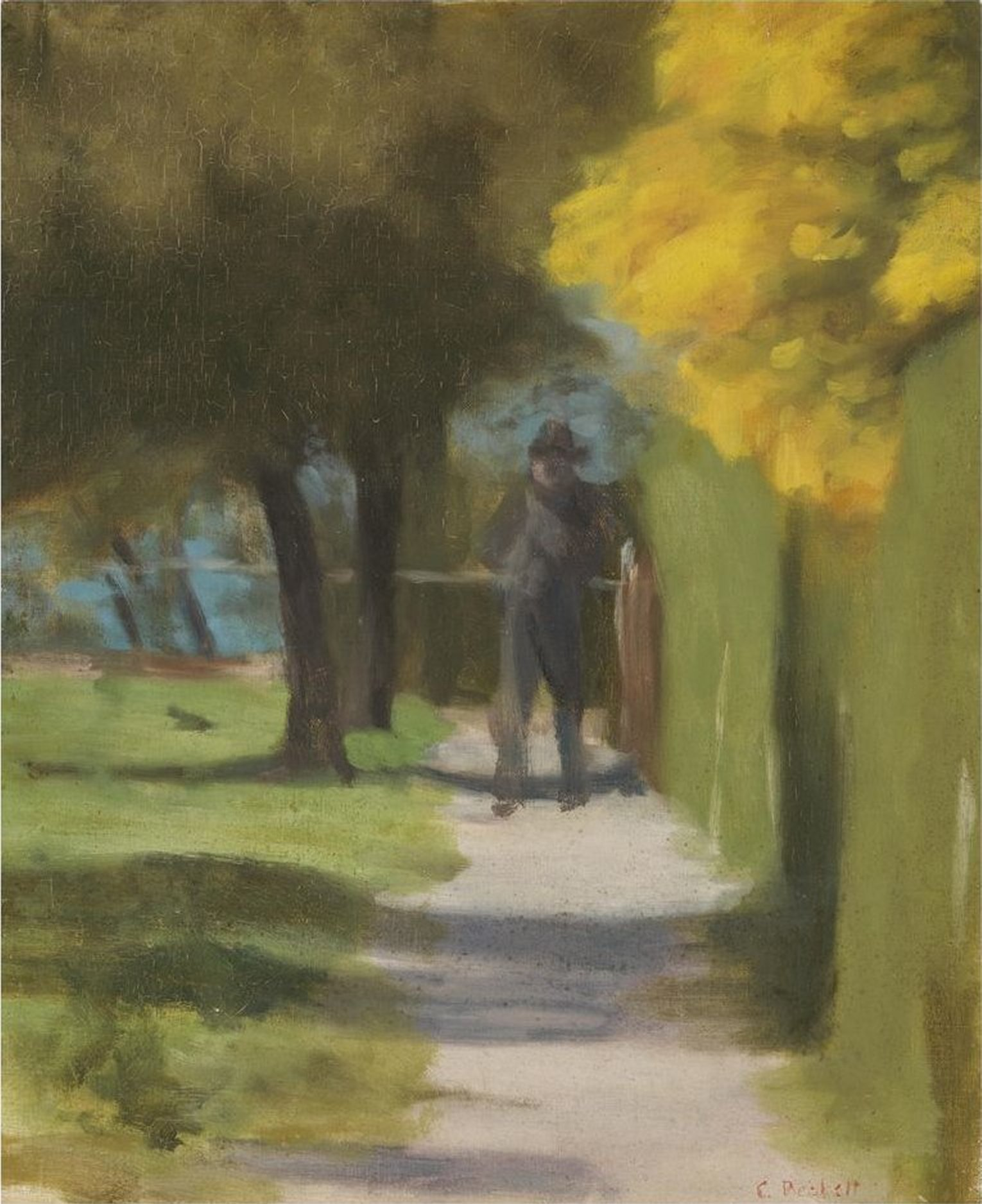
Říjnové ráno (1927)
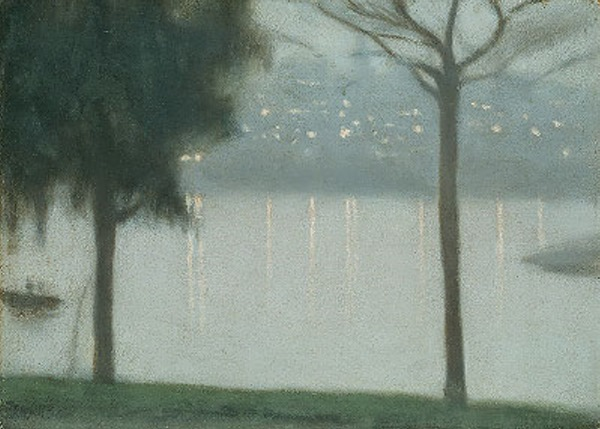
Za Yarrou (1931)
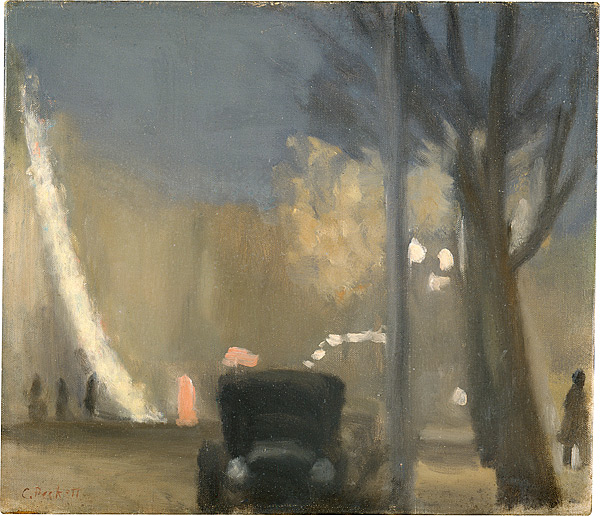
Collins Street večer (1931)
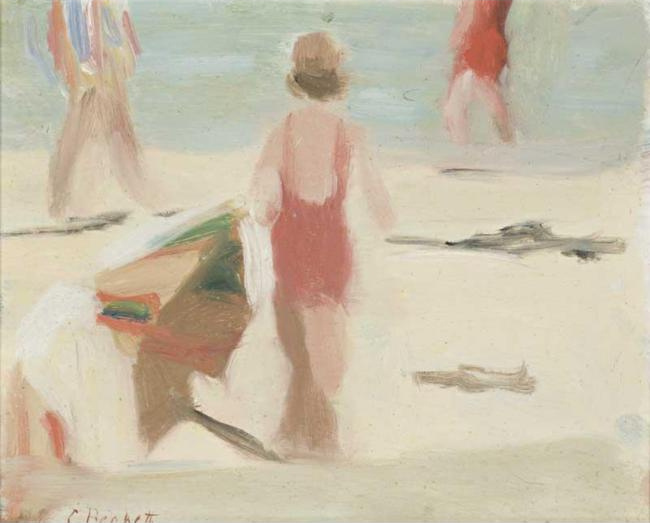
Slunečný den
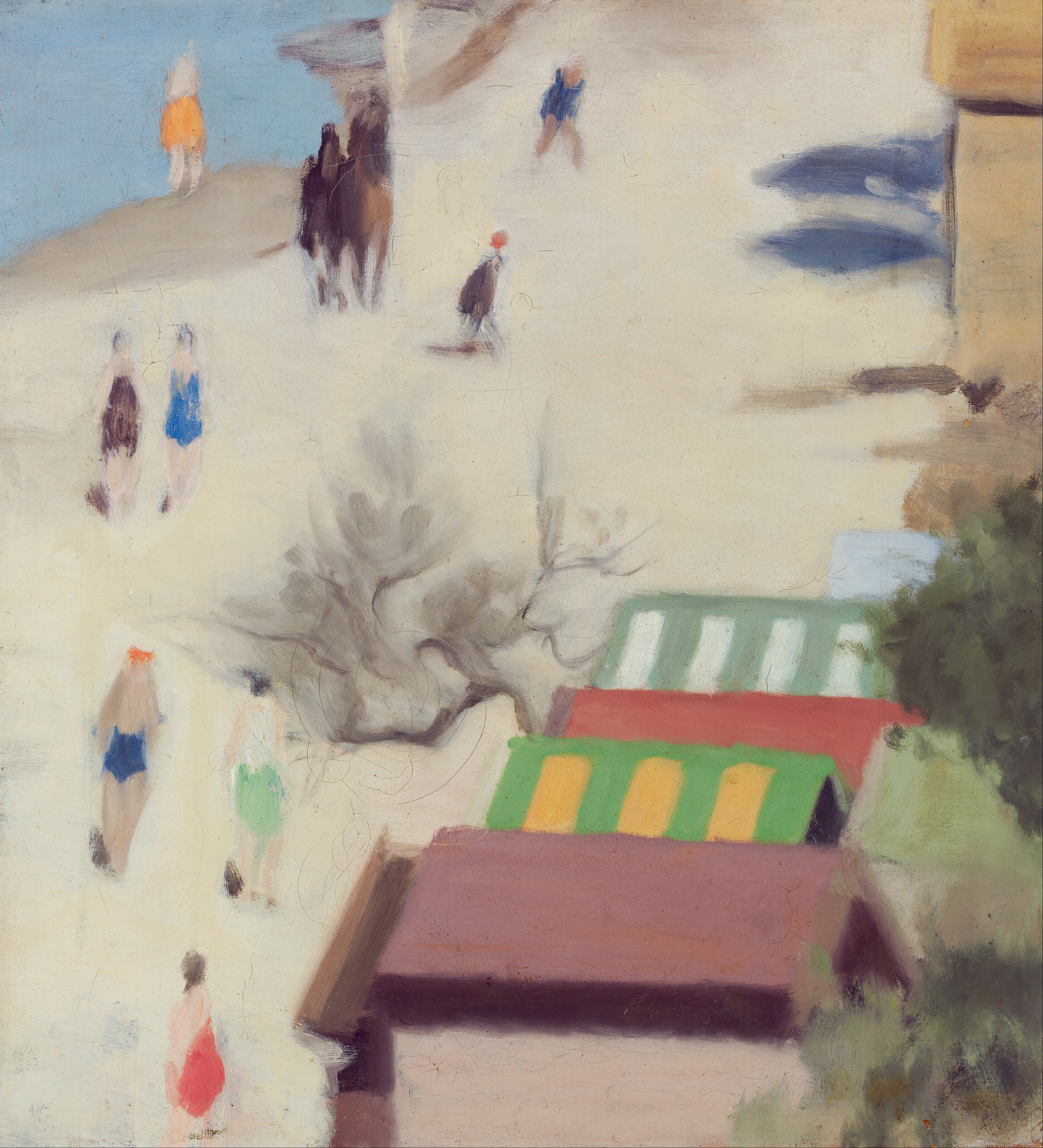
Pláž v Sandringhamu (1933)
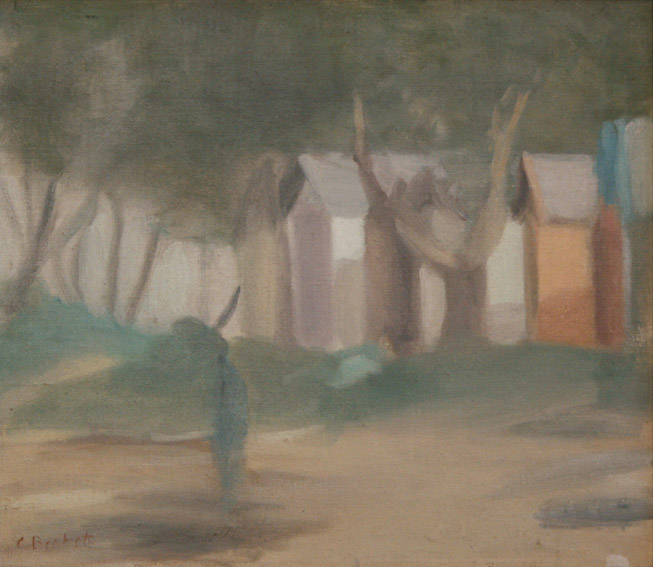
Koupací budky (1934)